# Svigermor(d)
Svigermor(d) er en britisk sort humor komediefilm fra 2005 med stjerner som Rowan Atkinson, Kristin Scott Thomas, Maggie Smith og Patrick Swayze i rollerne. 
Filmen er hovedsagelig filmet i landsbyen St. Michael Penkivel i Cornwall. Isle of Man blev brugt til alle optagelserne uden for landsbyen.

## Handling
Filmen handler om Pastor Walter Goodfellow (Rowan Atkinson) og hans familie. Hans ægteskab er rodet og hans datter er ikke så uskyldig, som han går og tror. En dag begynder en mystisk gammel kvinde at arbejde som deres nye husholderske. Den mystiske kvinde (Maggie Smith) viser sig at være præstens kones mor. Da mormoderen var ung, erfarede hun, at hendes mand var utro, og derfor myrdede hun manden og elskerinden. Da hendes mord senere blev opdaget på et toget, blev hun kendt som kuffertmorderen.

## Medvirkende
- Rowan Atkinson som Pastor Walter Goodfellow
- Kristin Scott Thomas som Gloria Goodfellow
- Maggie Smith som "Grace Hawkins"
- Patrick Swayze som Lance
- Tamsin Egerton som Holly Goodfellow
- Toby Parkes som Petey Goodfellow
- Liz Smith som Mrs. Parker
- Emilia Fox som Rosie Jones
- James Booth som Mr. Brown — filmen var dedikeret til Booth, der døde det år, den blev udgivet.
- Patrick Monckton som Bob
- Rowley Irlam som Ted
- Vivienne Moore som Mrs. Martin